# Kanti
Kanti es una ciudad de la India, en el distrito de Muzaffarpur, estado de Bihar.

## Geografía
Se encuentra a una altitud de 60 m s. n. m. a 88 km de la capital estatal, Patna, en la zona horaria UTC +5:30.

## Demografía
Según estimación 2011 contaba con una población de 25 742 habitantes.